# Ремезові
Ремезові (Remizidae) — родина горобцеподібних птахів. Включає 11 видів.

## Поширення
Ремезові поширені в Євразії та Африці та Північній Америці. Рід Remiz майже виключно євразійський, трапляється від Португалії і крайньої півночі Марокко до Японії. Найбільший рід, Anthoscopus , трапляється в Африці південніше Сахари. Єдиний представник роду Auriparus живе в посушливих районах на південному заході США і півночі Мексики.

## Опис
Дрібні птахи завдовжки 7,5-11 см. Зовні нагадують синиць, від яких відрізняються тоншим дзьобом, меншими крилами та хвостом. В оперенні переважають сірий, жовтий та білий кольори.

## Спосіб життя
Ремезові живуть на відкритих місцевостях з наявністю високих дерев та чагарників, за винятком Anthoscopus flavifrons, який поширений у тропічних дощових лісах. Основу раціону складають комахи. Зрідка можуть поїдати насіння, ягоди та нектар. Ремезові будують закриті грушоподібні гнізда, які підвішують на гілках дерев. Матеріалом для гнізда служить павутиння, шерсть тварин, суха трава. Гніздо роду Anthoscopus має помітний фальшивий вхід, який веде у пусту камеру та вхід у виводкову камеру, який закривається спеціальним клапаном. Auriparus будує кулясте гніздо з тернових гілок, яке вистелює зсередини м'яким матеріалом.

## Класифікація
Іноді ремезових вважають підродиною Remizinae у родині синицевих (Paridae). До ремезових раніше відносили ремеза-гилію (Pholidornis rushiae), який тепер об'єднаний з покривцем (Hylia prasina) у родину Hyliidae.

### Види
- Рід Африканський ремез (Anthoscopus)
  - Ремез сірий (Anthoscopus caroli)
  - Ремез золотолобий (Anthoscopus flavifrons)
  - Ремез південний (Anthoscopus minutus)
  - Ремез блідий (Anthoscopus musculus)
  - Ремез жовтий (Anthoscopus parvulus)
  - Ремез сахелевий (Anthoscopus punctifrons)
- Рід Американський ремез (Auriparus)
  - Ремез американський (Auriparus flaviceps)
- Рід Ремез (Remiz)
  - Ремез китайський (Remiz consobrinus)
  - Ремез азійський (Remiz coronatus)
  - Ремез чорноголовий (Remiz macronyx)
  - Ремез звичайний (Remiz pendulinus)